# 千佛镇 (绵阳市)
千佛镇，是中华人民共和国四川省绵阳市安州区下辖的一个乡镇级行政单位。

## 行政区划
千佛镇下辖以下地区：
土桥社区、川新村、万佛村、老望村、德胜村、东益村、白果村、千佛村、宝藏村、金溪村和双电村。